# Festuca tunicata
Festuca tunicata är en gräsart som beskrevs av Étienne-Émile Desvaux. Festuca tunicata ingår i släktet svinglar, och familjen gräs. Inga underarter finns listade i Catalogue of Life.